# Länspolismästare

Gradbeteckningen för en länspolismästare, bortsett från de tre storstadslänen som hade ett ytterligare smalt streck.

Länspolismästare var i Sverige tidigare titeln på myndighetschefen för en länspolismyndighet.

## Bakgrund

### Länspolischef
Polisväsendet i Sverige omorganiserades genom beslut av 1962 och 1964 års riksdagar som trädde i kraft den 1 januari 1965.
Vid reformen utgicks från att länsstyrelsen borde kvarstå som högsta polismyndighet i länet och inneha ansvaret för ledningen av polisverksamheten. Länspolischefen inordnades organisatoriskt i länsstyrelsen som chef för en arbetsenhet (länspolischefens expedition). Med hänsyn till de speciella förhållandena i Stockholm, Malmö och Göteborg fick polismästarna vid dessa polismyndigheter också den funktion som i övrigt tillkom länspolischeferna. Länspolischeferna i de län där dessa polismyndigheter finns fick alltså inte några ledningsuppgifter i förhållande till de tre största polismyndigheterna.
1975 års polisutredningen framhöll att länspolischefen i samband med förstatligandet tilldelades långtgående befogenheter i fråga om polisledningen inom länet. En bakgrund till detta var att den operativa ledningsfunktionen för det centrala organet, Rikspolisstyrelsen, gjordes mycket begränsad. Ledningslinjerna i övrigt inom polisväsendet utformades på skilda sätt för de tre storstadsdistrikten, för Gotlands län och för övriga län. Mellan Rikspolisstyrelsen på ena sidan och Stockholms, Visby, Malmö och Göteborgs polisdistrikt på den andra var linjerna i stort sett direkta. För landet i övrigt avsågs i princip linjerna gå från Rikspolisstyrelsen över länspolischefen i länsstyrelsen till polisdistriktet. Utvecklingen hade emellertid delvis blivit en annan. Det var enligt utredningen i praktiken inte så vanligt att länspolischefen ledde och samordnade polisverksamheten i länet enligt de ursprungliga avsikterna. En orsak till detta var enligt en enkät som polisutredningen lät göra bl.a. resursbrist hos den regionala organisationen.
Mot denna bakgrund och med stöd av direktiven sökte polisutredningen vägar för att stärka den regionala polisledningens ställning. En enhetlig regional ledning kunde enligt utredningen åstadkommas antingen genom att länspolischefen fick ett samordningsansvar som även omfattade storstadsdistriktet eller genom att befattningarna som länspolischef och chef för residensstadens polisdistrikt förenades till en funktion (länspolismästare).
Under 1980-talet kom länspolischefsmodellen att ställas mot länspolismästarmodellen. Fördelen med länspolischefsmodellen var den organisatoriska tillhörigheten till länsstyrelsen och att polisverksamheten knöts närmare annan till samhällsverksamhet, nackdelen var att länspolischefen inte förfogade över några egna polisstyrkor utan enbart en indirekt ledning över länets polisresurser.

### Länspolismästare
Länspolismästarmodellen infördes den 1 oktober 1984 i Stockholms län, Göteborgs- och Bohus län samt i Jämtlands län.
Befattningar som länspolismästare hade dock inrättats redan 1984 vid Polismyndigheten i Stockholms län (Hans Holmér) och Göteborgs och Bohus län (Bengt Erlandsson), 1986 i Malmöhus län (Nils Erik Åhmansson) samt 1988 i Uppsala län (P-G Näss). Länspolismästaren på Gotland hade dock polismästares tjänstegrad till dess att 1998 års polisförordning utfärdades.
Länspolismästaren var föredragande inför polisstyrelsen. Ärenden som enligt då gällande polisförordning inte avgjordes av polisstyrelsen (dvs operativ ledning av poliskommenderingar och andra särskilda händelser) avgjordes av länspolismästaren. I varje länspolismyndighet fanns en Arbetsordning (AO) där delegation av flertalet ärenden som inte utgjorde myndighetsledning fastställdes.
En länspolismästare utsågs av regeringen på förordnande om sex år.
Biträdande länspolismästare var den lokala polismyndighetens ställföreträdande chef och var direkt underställd länspolismästaren. Denne var anställd tills vidare av Rikspolisstyrelsen, men hade sitt förordnande under sex år i taget. 
Tjänstegraden kvarstod, men nyutnämningar upphörde, vid övergången 2015 till Polismyndigheten med sju polisregioner som innebar en sammanslagning av Rikspolisstyrelsen och de 19 Länspolismyndigheterna.